# Пришивальня
Пришива́льня (укр. Пришивальня) — село, входит в Фастовский район Киевской области Украины.
Население по переписи 2001 года составляло 301 человек. Почтовый индекс — 08513. Телефонный код — 4565. Занимает площадь 1,681 км². Код КОАТУУ — 3224985701.

## Местный совет
08513, Київська обл., Фастівський р-н, с.Пришивальня, вул.Леніна,3

## История
Село Пришивальня было в составе Веприковской волости Васильковского уезда Киевской губернии. В селе была Георгиевская церковь. Священнослужители Георгиевской церкви:
- 1836 - священник Иосиф Яковлевич Погорецкий
- 1849 - священник Николай Волков
- 1911 - священник Григорий Радецкий, псаломщик Виктор Колтоновский